# الاتجاه المعاكس (فلم)
الاتجاه المعاكس هو فيلم سينمائي سوري والقصة حول المعاناة اليومية لمجموعة من الشباب من طبقات اجتماعية مختلفة.

## الكادر
- إنتاج: المؤسسة العامة للسينما - سورية - دمشق
- إخراج: مروان حداد
- القصة والحوار: حسن سامي يوسف
- مدير التصوير: بهجت حيدر
- مونتاج: غازي منافيخي
- الموسيقى: حسين نازك
- ايستمان كولور - سوريا

### الممثلون
- منى واصف
- صباح جزائري
- عبد الهادي صباغ
- بسام لطفي
- سلمى المصري
- هاني السعدي
- نبيل خزام
- علي الرواس
- قمر مرتضى
- يوسف شويري
- سليم كلاس
- رضوان الساطي
- مها المصري
- أمل سكر